# La Bayamesa
La Bayamesa (tiếng Việt: Bài ca xứ Bayamo) là quốc ca của Cuba, được biểu diễn lần đầu trong trận Bayamo năm 1868. Perucho Figueredo, một trong những người tham gia trận chiến, đã viết lời và phổ nhạc cho bài hát. Giai điệu của nó giống hệt một bài hát cũ hơn có tên La Baymesa, cũng được viết bởi Figueredo. Ngày 20 tháng 10 năm 1868, quân đội Cuba có được sự đầu hàng của nhà chức trách Tây Ban Nha tại Bayamo, người dân Cuba vui sướng vây quanh Figueredo và yêu cầu ông viết cho họ một bài quốc ca hợp với giai điệu họ đang ngân nga. Ngay trên yên ngựa, Figueredo viết lời của bài quốc ca và phần lời đó dài hơn phần lời chính thức ngày nay. Figueredo bị bắt giữ và xử bắn bởi thực dân Tây Ban Nha hai năm sau đó. Trước khi bị bắn, Figueredo hát lên một câu trong bài quốc ca: Morir por la Patria es vivir (Vì hy sinh cho Tổ quốc có nghĩa là sống mãi!). Bài hát được chính thức chấp nhận vào năm 1902 và duy trì sau cuộc cách mạng năm 1959.

## Lời
| Tiếng Tây Ban Nha                     | Tiếng Việt (dịch nghĩa)                                       | Tiếng Việt (lời bài hát)                       |
| ------------------------------------- | ------------------------------------------------------------- | ---------------------------------------------- |
| ¡Al combate, corred, bayameses!       | Hãy mau tiến ra chiến trường, hỡi những người con của Bayamo, | Hãy xông pha và chiến đấu, dân Bayamo,         |
| Que la patria os contempla orgullosa; | Để Tổ quốc được tự hào về các anh                             | Tổ quốc sẽ tự hào với chiến công của chúng ta  |
| No temáis una muerte gloriosa,        | Xin các anh đừng sợ hãi trước cái chết anh dũng,              | Đừng sợ hãi trước cái chết, hỡi người lính ơi, |
| Que morir por la patria es vivir.     | Vì hi sinh cho Tổ quốc có nghĩa là sống mãi!                  | Vì hi sinh cho quê hương là sống đời!          |
|                                       |                                                               |                                                |
| En cadenas vivir es vivir             | Sống trong gông cùm xiềng xích có nghĩa là                    | Sống trong lầm than, xiềng xích nghĩa là sao?  |
| En afrenta y oprobio sumido.          | Sống trong ô nhục và bỉ ổi                                    | Nghĩa là bỉ ổi và ô nhục của cả dân tộc.       |
| Del clarín escuchad el sonido         | Nghe theo tiếng kèn trận réo gọi,                             | Đồng bào ơi, hãy nghe tiếng kèn trận réo gọi,  |
| ¡A las armas, valientes, corred!      | Mau lên, hỡi những người con dũng cảm, hãy tiến ra sa trường! | Đầy dũng khí, tiến nhanh ra nơi chiến trận!    |